# Martin Knutzen
Martin Knutzen (1713 - 1751) va ser un filòsof alemany, deixeble d'Alexander Baumgarten i mestre de Johann Georg Hamann i Immanuel Kant, a qui va introduir a la física de Newton.
Martin Knutzen va ser un destacat professor de lògica i metafísica a la Universitat de Königsberg (l'actual Kaliningrad). Deixeble de Christian Wolff, a l'escola racionalista, Knutzen es va interessar més per les ciències naturals, i va ensenyar física, astronomia i matemàtiques, a més de filosofia. L'estudi de les doctrines de Newton el va induir a qüestionar la teoria leibniziana i wolffiana de l'harmonia preestablerta, defensant el paper de la causalitat mecànica en el moviment dels objectes físics, els seus ensenyaments sobre això influirien en l'obra posterior d'Immanuel Kant, que buscaria reconciliar l'autonomia de l'espiritual amb la realitat de la mecànica en la Crítica del Judici.
La relació de Knutzen amb Kant, un pietista com ell, va ser summament estreta. Propers en edat, Knutzen el va introduir en l'estudi de la mecànica i l'òptica, a més de discutir extensament qüestions de fe. La seva àmplia biblioteca sobre ciències naturals va constituir un recurs invalorable per a la redacció del primer tractat de Kant, Gedanken von der wahren Schätzung der lebendigen Kräfte ("Meditacions sobre la veritable estimació de les forces vives"), un assaig matemàtic, i va exercir una poderosa influència en el pensament kantià.